# 李浩然
李浩然（1911年1月7日—1996年10月27日），原名吴懋德，曾用名李林、李毓林，四川省渠县岩峰场杨家坪人，曾任阜阳军分区司令员、安徽省六安地委书记、安徽省交通厅长、中华人民共和国交通部基建司司长。

## 生平
1933年2月加入中国共产主义青年团。1935年2月在上海转党。
1939年4月19日兼陇海南进游击支队第1梯队队长兼政委，4月21日率第一梯队和苏皖特委机关南下到邳睢铜地区。先后袭击了驻古邳、皂河、窑湾、魏集等地的日伪军和维持会。半年时间，梯队从近200人发展到1500多人。八路军山东纵队派江华来皖东北建立苏皖纵队，任司令员兼政委。原八路军陇海南进游击支队并入苏皖纵队。活动于鲁西南地区的八路军苏鲁豫支队（司令员彭明治、政委吴法宪）于1939年5月进入皖东北。1939年7月张爱萍率新四军六支队四总队也进入皖东北并组成中共皖东北工作委员会，统一领导军队和地方党组织。。
1939年6月任苏皖边区党委组织部长。6月初，金明、张彦、邵幼和等从山东南下进至邳睢铜地区与李浩然会合，正式建立了苏皖边区党委机关。机关主要骨干有孟戈非、陈象山、唐棣华、𬘬、李风、江彤、胡寿海等抗日救亡的山东籍的大学生。
1939年9月，金明、李浩然率苏皖区党委从邳睢铜地区南下秘密抵达安徽省泗县北张塘镇（今属泗洪县孙园镇），根据中共山东分局指示，撤销了中共皖东北特委(地下党组织，书记杨纯)和中共苏皖特委(改称，书记邵幼和)，组建了新的中共苏皖边区党委，统一领导皖东北、邳睢铜、东灌沭、淮淮涟泗、盐阜等地区党的工作：
- 苏皖第一地委，书记李云鹤，原为活动于邳睢铜地区的徐东南特委、苏皖特委沿革
- 苏皖第二地委，书记杨纯，原海属中心县委
- 苏皖第三地委，书记万众一，派铜山县委书记万众一到淮属地区组建中共苏皖边区第三地委，万众一任第三地委书记，原淮属中心县委书记张芳久任地委副书记。苏皖第三地委下辖淮阴、淮安、涟水、泗阳4个县的党组织，武装为“淮河大队”。并增加盐城、阜宁两县。

1949年2月，中共中央中原局根据中央《关于在全国解放区行政管辖省县原边旧界的指示》，决定撤销中共豫皖苏中央分局，将其所属的二、三、四、六地委及中共沙河工委原属安徽省阜阳专区的部分归旧建制，3月阜阳地委、阜阳专署、阜阳军分区成立。地委书记王光宇兼军分区政委，第一副书记李时庄(专员兼)、第二副书记耿万青(组织部长兼)、副书记刘宠光，委员还有李浩然（阜阳军分区司令员)、吴倩（女）、王枫(阜阳军分区副司令员兼参谋长)。
1982年12月离休。

## 家人
- 女儿 吴安